# Itsaso
Pour les articles homonymes, voir Itsaso (homonymie).
Itsaso en basque ou Ichaso en espagnol est un village situé dans la commune de Basaburua dans la Communauté forale de Navarre, en Espagne. Il est doté du statut de concejo.
Itsaso est situé dans la zone linguistique bascophone de Navarre.

## Étymologie
Itsaso signifie « mer » en basque mais le toponyme ne vient pas de cette origine, surtout en pleine montagne. Le toponyme signifie 'lieu où le genêt abonde', itsas ou isats (genêt) suivi du suffixe -tzu (abondant). Tout comme les villages d'Ezkio-Itsaso, Itsasondo, Itxassou ou Jatxou ou Jaxu, on le retrouve un peu partout à travers le Pays basque.
Le nom du village apparait pour la première fois sous la forme de ytssasso en 1268, issasso et ixasso  en 1280, yssasso et ysaso en 1350.
En 1532 Itsaso est sous la forme ychasso, ichaso en 1800 pour enfin prendre la forme de itsaso en 1959.
itxaso devient, sous la forme basquisante, le nom officiel avant de redevenir en mai 1996, sous sa forme actuelle, itsaso.

## Géographie
Au sud du village coule le cours d'eau Itsasoko erreka (rivière Itsaso). Au nord, Itsaso est entouré des mont Euntzategiko Gaina (753 m.), Mendigaña (691 m.) et Leteraun (689 m,) dans le massif d'Aiztondo.

## Langues
En 2011, 67.2% de la population de Basaburua ayant 16 ans et plus avait le basque comme langue maternelle. La population totale située dans la zone bascophone en 2018, comprenant 64 municipalités dont Basaburua, était bilingue à 60.8%, à cela s'ajoute 10.7% de bilingues réceptifs. 

## Patrimoine

### Patrimoine religieux
- L'église de San Pedro (Saint-Pierre)[5].
- L'ermitage de San Salbatore (Saint Sauveur)[6].